# Lewis Rocks
Die Lewis Rocks sind eine 5 km lange Reihe von Felsvorsprüngen im westantarktischen Marie-Byrd-Land. In den Phillips Mountains der Ford Ranges ragen sie südwestlich der Basis des Mount June auf.
Der United States Geological Survey kartierte sie anhand eigener Vermessungen und Luftaufnahmen der United States Navy aus den Jahren von 1959 bis 1965. Das Advisory Committee on Antarctic Names benannte diese Formation 1970 nach dem Geologen John Hubbard Lewis (* 1929), der von 1967 bis 1968 einer Mannschaft des United States Antarctic Research Program zur Erkundung der Fosdick Mountains angehört hatte.